# Покрштавање Русије
Прекрштавање Русије је термин који у савременој историјској науци означава увођење хришћанства у Кијевску Русију као државну религију, које је крајем 10. века извршио кнез Владимир I Велики. Извори дају опречне индиције о тачном времену усвајања нове религије. Традиционално, пратећи хронологију, догађај се обично приписује 988. години и сматра се почетком званичне историје Руске Цркве (неки истраживачи сматрају да се „крштење“ догодило касније: 990. године или 991).
Један број аутора тај термин схвата на исти начин као и процес ширења хришћанства у Русији у XI-XII веку.

## Појам и концепт
Израз „Крштење Русије“ налази „”„”се у Повест минулих лета:
„У лето 6582 (1074). Био је и други брат, по имену Јеремија, који се сећао крштења руске земље”.
Осим тога, Повест минулих лета под 6496. годином од стварања света (отприлике 988.) има следећи текст (молитва кнеза Владимира):
„Благословен Господ Исус Христос, који је заволео нове људе — руску земљу и просветио је светим крштењем.”
У руској историографији Новог доба тај термин су први употребили Василиј Татишчев („крштење Словена и Русије“) и Николај Карамзин („крштење Русије“). Уз њу, коришћени су или се у литератури користе и други термини (ознаке): „Руско просвећивање“, „увођење хришћанства“, „друга Владимирова верска реформа“ итд.

## Позадина
Прелазак на хришћанство био је стандардна пракса Византије у опхођењу са ратоборним паганским народима. У 9. веку предузети су покушаји христијанизације Велике Моравске (862) и Бугарске (864-920). Покрштавањем владајуће елите, Византија је настојала да консолидује државе пагана у својој сфери утицаја и смањи опасност од војних сукоба на својим границама.
После напада Руса на Цариград (860), иста тактика је коришћена против Кијевске Русије, због чега је цариградски патријарх Фотије I послао мисионаре у Кијев. Према неким извештајима, у то време су крштени кијевски кнезови Асколд и Дир са „бољарима“ и извесним бројем људи. Ови догађаји се понекад називају првим (Фотијевским, или Асколдовим) крштењем Русије. Према другим изворима, прво крштење у Русији догодило се за време Василија I (867-886) и патријарха Игњатија (867-877).
Први владар Кијевске Русије, који је званично примио хришћанство византијским обредом, била је кнегиња Олга (према најобразложенијој верзији, 957. године, мада се предлажу и други датуми). Године 957. Олга је, са великим посланством, службено посетила Цариград, познат по опису дворских церемонија од стране цара Константина Порфирогенита у делу „Свечаност“, а са њом је био и свештеник Григорије. Цар назива Олгу владарком (архонтисом) Русије - име њеног сина Свјатослава (у списку свите се наводи „народ Свјатослава“) помиње се без титуле. Олга је тражила крштење и признање од стране Византије Русије као равноправног хришћанског царства. На крштењу је добила име Елена. Међутим, према мишљењу једног броја историчара, није одмах било могуће договорити се о савезу. Године 959. Олга је примила грчко посланство, али је одбила да пошаље војску у помоћ Византији. Исте године послала је амбасадоре немачком цару Отону I са молбом да пошаље епископе и свештенике и оснује цркву у Русији. Овај покушај играња на противречностима између Византије и Немачке био је успешан, Цариград је направио уступке склапањем обострано корисног споразума, а немачка амбасада, на челу са епископом Магдебуршким Адалбертом, вратила се без ичега, а неки од њених учесника су убијени. Руска војска је 960. године кренула у помоћ Грцима, који су се борили на Криту против Арапа под вођством будућег цара Нићифора Фоке.
Према Василију Татишчову (на основу контроверзне Јоакимове хронике), кијевски кнез (972-978 или 980) Јарополк I Кијевски, којег су Варјази убили по наређењу његовог брата Владимира I Великог, показао је симпатије према хришћанима и хришћанству.
Археолошки подаци потврђују почетак ширења хришћанства пре званичног чина крштења Русије. Почетак христијанизације Русије документован је ширењем хришћанских старина – привесних крстова (телесних крстова), свећа и др. – углавном у свитским гробним комплексима. Забележене су од средине – треће четвртине 10. века у мрежи чворних тачака староруске државе – у градовима и гробљима (друштвени центри и трговачко-занатска насеља): у Кијеву, Гнездову (код Смоленска), Шестовици (код Чернигова), Тимерево (код Јарославља) и други. Познати су новчићи (византијски са хришћанским ликовима и оријентални, саманидски дирхеми) са аплицираним графитима (у Русији), који преносе Торов крст и чекић. Такви византијски новчићи су се носили као иконе. Осим тога, из дирхема су исклесани крстови. На предметима за домаћинство могли су бити приказани графити у виду крстова и Мјонлира. Почетну фазу христијанизације (средина друге половине 10. века) карактеришу привесци у облику крста од сребрног лима, укључујући и оне изрезбарене од дирхама. Пронађени су у Гнездову, Кијеву, Тимереву, на територији Искоростена, на некрополи Псков. Проток новчића на међународним рутама контролисао је и дистрибуирао кнежевски одред, чија је религија постала синкретична. Ово прехришћанско доба, за разлику од каснијег, може се сматрати периодом „двоверности“. У појединим сахранама племства, почињеним на паганским некрополама 10. века у посебним дрвеним „одама“ удубљеним у земљу, пронађене су свеће које одражавају хришћанске елементе погребног обреда (Гнездово, Тимерево, Шестовица).

## Крштење кнеза Владимира и Кијевљана
Према Повести минулих лета, пре крштења кнеза Владимира дошло је до „испитивања вере“. Године 986. кнезу Владимиру су стигли амбасадори Поволшких Бугара, нудећи му да пређе на ислам. Када су кнезу рекли о ритуалима који се морају поштовати, укључујући и забрану пијења вина, Владимир је одговорио чувеном фразом: „Русија се забавља пијући“, након чега је одбио понуду Бугара.
После Бугара дошли су Немци (странци) из Рима које је послао папа. Изјавили су да посте према снази: „ако ко пије или једе, све је на славу Божију. Међутим, Владимир их је отпустио говорећи им: „Вратите се одакле сте дошли, јер ни оци наши то не примише.
Следећи су били хазарски Јевреји који су Владимиру понудили да прихвати јудаизам. Као одговор на то, он, знајући да је Хазарија поражена од његовог оца Свјатослава, упита где је њихова земља. Хазари су били принуђени да признају да немају своју земљу – Бог их је расејао у друге земље. Владимир се одрекао јудаизма.
Тада је у Русију стигао један Византијац, којег је руски хроничар због његове мудрости назвао Филозофом. Он је руском кнезу причао о библијској историји и хришћанској вери. Међутим, Владимир још није донео коначну одлуку и консултовао се са својим најближим бојарима. Одлучено је да се вера додатно испита присуством богослужењима муслимана, Немаца и Грка. Када су се после посете Цариграду посланици вратили у Кијев, одушевљено су обавестили кнеза: „Нису знали где смо – на небу или на земљи. Као резултат тога, Владимир је направио избор у корист хришћанства по грчком обреду.

Према Повести минулих лета, 6496. године од стварања света (то јест, отприлике 988. године нове ере), кијевски кнез Владимир I Велики одлучио је да буде крштен од стране Цариградске цркве. Након тога, за време савладара Василија II и Константина VIII, свештенство које је послао цариградски патријарх Николај II Хрисоверг је покрстио Кијевљане у водама Дњепра и (или) Почајне. Према руској хроници Повест минулих лета, кнез је приликом крштења свог народа узнео следећу молитву:
„Велики Боже, који си створио небо и земљу! Погледај овај нови народ и дај им, Господе, узми те, Бога истинитог, као да узимаш хришћанске земље, и утврди веру у њих праву а не покварену, и помози ми, Господе, на супротном непријатељу. , али уздајући се у Тебе и Твоју моћ, савладаћу његове трикове!”
Многи историчари приписују крштење самог Владимира 987. Према византијским и арапским изворима, 987. године Цариград закључује савез са Русијом ради сузбијања побуне Варде Фоке. Принчев услов је била рука принцезе Ане, сестре царева Василија и Константина, што је захтев био крајње понижавајући за римске босиље. Тада, на врхунцу рата са Вардом Фоком, Владимир је напао Корсун и заузео га, претећи Цариграду. Цареви се слажу да дају Ану кнезу, под условом претходног крштења Владимира, који је назван именом Василије - у част његовог наследника, цара Василија II; Владимира, „вдасть же за вено Корсунь греком царицы деля“ (у вену за његову жену).

Из византијских хроника о „крштењу Русије” 988. преноси се само „Анонимни Бандури” у коме се преноси прича о избору вера кнеза Владимира и „Ватиканска хроника”:
„У лето 6496. [988.] крштен је Владимир, који је крстио Русију.”
Последња порука је вероватно обрнути превод из Повести минулих лета. У целини гледано, у византијској књижевности догађај из 988. године остао је практично незапажен, пошто се, према Грцима, преобраћање Русије догодило век раније.

Први Рус по пореклу, митрополит кијевски Иларион (XI век) овако објашњава мотиве кнеза Владимира:
„<...> и сав ум у срцу његовом, као да разуме сујету идолског ласкања и тражи јединог Бога, који је створио сву творевину, видљиву и невидљиву. Више од тога, увек би слушао о доброти земље Гречке, христољубивој и крепкој у вери, како се поштује и клања један Бог у Тројици, како се у њима рађају силе и чуда и знамења, како се цркве пуне људи, како тегови и градови верни сви стоје у молитвама, сви богови стоје. И чувши ово, зажелела је у срцу своме, распаљена духом, као да је хришћанин и његова земља”  

## Оснивање црквене организације у Кијеву
У 20. веку неки црквени историчари (М. Д. Приселков и А. Карташев) изнели су и подржали хипотезу да је под Владимиром Кијевска црква била у канонској зависности од Охридска јерархије бугарске цркве, која је у то време наводно имала аутокефалности (која не одговара општеприхваћеним чињеницама), већина истраживача није склона да је дели.
У руским летописним изворима појављује се неколико различитих имена првог митрополита кијевског. У Руској Цркви у 16. веку установљено је предање да се он сматра грчким (или сиријским) митрополитом Михаилом (Сиријцем), који се у Менологиону назива „првим митрополитом кијевским“. Митрополиту Михаилу приписује се заслуга за оснивање Манастира Светог Михаила у Кијеву, а монаси који су стигли са њим - оснивање манастира, који је касније добио име Кијевско-Межигорски.

## Крштење других руских земаља
На деловима територија хришћанство је насилно посејано; у исто време, верски објекти пагана су уништени, они који су пружали отпор били су подвргнути репресији. Међутим, у огромној већини случајева, отпор крштењу имао је, у суштини, политички, антикијевски аспект, а не антихришћански, иако су постојали, осим политичких, и други аспекти: друштвени, културни, домаћински итд.; штавише, религијски аспект уопште није играо доминантну улогу.
Дакле, према извештају Јокимовске хронике, потврђеном археолошким подацима из 20. века, Новгород се активно опирао увођењу хришћанства: крстили су га 990. године епископ Јоаким и новгородски посадник Врабац Стојанович уз војну помоћ кијевског војводе Добриња (брат мајке кнеза Владимира – Малуше) и хиљаду Путјата.
У Ростову и Мурому отпор увођењу хришћанства, према традиционалној црквеној историји, настављен је све до 12. века: прва два епископа послата у Ростов су протерана, трећи – св. Леонтије је много учинио на успостављању хришћанске вере у Ростову. Отпор крштењу био је и један од фактора који су повећали словенску колонизацију североисточне Русије, у коју су се уселили непоколебљиви присталице паганства. Ростовце је коначно крстио тек епископ Исаија, који се попео на катедру 1078. године. До 1070-их, по свему судећи, припадају и догађаји описани у „Житију“ Аврамија Ростовског, посебно сламање Велесовог идола, на чијем месту је подигнут Богојављенски манастир.
Према исландским сагама, Полоцк је око 1000. године крстио исландски хришћански викинг Торвалд Кодрансон, који је од цариградског цара Василија II примио писмо „опуномоћеног представника Византије у руским градовима источног Балтика.“

### Оснивање епархија
Како је показао Ја. Н. Шчапов, поред Кијевске митрополије, епископске катедре су основане у пет градова – Новгороду, Чернигову, Перејаслављу, Полоцку и Белгороду (данас село Белогородка, Кијевска област). У свим овим градовима, осим у Белгороду, до 11. века постојале су камене цркве. У Белгороду су трагови камене градње идентификовани још од 12. века (Апостолска црква), али је раније на овом месту постојала црква брвнара. У другој половини 11. века основане су епархије у Јурјеву на реци Рос и у Ростову. Прва камена грађевина у Ростову, Успенска катедрала, подигнута је, према хроникама, 1161-1162, уместо изгореле „чудесне“ цркве.

## Крштење према археологији
У првом периоду након признавања хришћанства као државне религије, оно је захватило пре свега градско становништво. Један од показатеља постепеног ширења хришћанства су налази напрсних крстова и икона у културним слојевима насеља и у погребним споменицима. С друге стране, у неким хумкама крстови су били део богатих огрлица и били су праћени одевним материјалом који није био карактеристичан за хришћанске сахране. У периоду од средине – друге половине 10. до 12. века у Русији су били уобичајени привесни крстови такозваног „скандинавског типа” (крстови са три „куглице” на крајевима и њима слични). Пронађени су у Гнездову, Кијеву, Шаркелу (Белаја Вежа), Изборску и другим местима. То су могли бити локални производи, јер је у Кијеву пронађен калуп за ливење бронзе за њихову производњу. Концентрација крстова „скандинавског типа” примећује се у земљи Радимича и у Владимирско-Суздалском ополеу. Крстови овог типа могу бити византијског порекла, пошто су крстови са тролисним крајевима сличним по стилу познати са ископавања у Херсонезу и Коринту. Византијски пандани имају и округле привеске са уклесаним крстовима. Ређе су напрсни крстови са ликом Христа, израђени од сребра или бронзе. Долазе углавном из градова, ређе из хумки које се налазе на најважнијим трговачким путевима – Дњепру (пут „од Варјага у Грке“) и Волги. Реликвијарни крстови (енколпиони), произведени у византијским или бугарским радионицама 10-11. века, ретки су артефакти у Русији. Иконе XI века, поред тога, потичу из Тмутаракана и из једне хумке суздалског опоља (село Городиште), које је ископао А.С. Уваров. Крстови пронађени у коморским гробницама показују улогу одреда у процесима христијанизације. Први талас христијанизације захватио је одред, па су његови представници носили напрсне крстове. Рана христијанизација је захватила области Кијева, десне обале Средњег Дњепра (Искоростен), Гњездова, северозапада (Ладога, Псков, Новгород), области Горње Волге (Тимерево, Углич), југозапада (Плеснеск), западне (Минск), исток (Рјазањ, Воин) и басен Дона (Бела Вежа). Већина налаза крстообразних привезака у Русији и Скандинавији је идентична, што може указивати на учешће Русије у христијанизацији Северне Европе.
У последњим вековима 1. миленијума – на самом почетку 2. миленијума, сахрањивање по обреду кремације у курбанским хумкама постепено се замењује ритуалом инхумације (одлагања) у истим хумкама. По правилу, обе хумке чине јединствена гробља која су функционисала неколико векова. Један број истраживача ову промену у ритуалима објашњава ширењем хришћанског погледа на свет. Међутим, чак је и Л. Нидерле обраћао пажњу на ширење обреда сахрањивања у неким областима насељавања Словена у предхришћанском периоду. У јужним руским земљама, први лешеви у гробним хумкама датирају из 9. века. Истражујући кијевску некрополу, М. К. Каргер је показао да у лешевима 9-10 века нема знакова хришћанских ритуала. Према В.В. Седову, највећи део гробних хумки 9-10 века, према обреду сахрањивања, повезан је са паганским становништвом. Промена обреда, према археологу, одражава неке озбиљне промене у митолошким паганским идејама. И међу Словенима који су се доселили у VII-VIII веку на обале Јадранског мора доминирао је обред инхумације. Сам обред сахране је пагански и само његов нестанак, према научнику, може бити доказ христијанизације. Тек у XI веку већина старих гробља у Кијеву је напуштена, а појавила су се нова, хришћанска, обично у близини цркава. Таква су гробља на имању Саборне цркве Свете Софије и око цркве Свете Ирине, која се одликују сахрањивањем без колиба, понекад у каменим саркофазима. Иста слика се примећује и у Чернигову. Касно сахрањивање на некрополи Гнездова у бараку датирају из почетка 11. века. Средином 11. века гробље у Пскову је престало да функционише. Део становништва Перејаславског југа наставио је да сахрањује мртве у хумкама још почетком 12. века. У 11.-12. веку, хумке Суздаља, Изборска и других градова и даље су активно функционисале.
Према директним вестима хроника и археолошким подацима, до средине 11. века у Русији су постојале хришћанске цркве у 10 градова. У Кијеву су постојале камене цркве - три камене цркве, Новгород, Чернигов, Тмутаракан и, вероватно, у Перејаслављу - по једна камена црква; не зна се тачан број дрвених. Дрвене цркве су постојале и у Владимиру Волинском, Вишгороду, Ростову, Белгороду и, вероватно, у Полоцку. Током друге половине 11. века зна се за подизање још 18-19 камених цркава: у Кијеву – 8, Перејаслављу – 5 и по једна у Новгороду, Полоцку, Смоленску, Вишегороду, Новгород-Северском и, вероватно, у Минску. Тако је до краја 11. века забележено 13 градова са црквама. Поред тога, археологија открива углавном камену градњу, па је у 11. веку могао постојати и већи број непознатих дрвених храмова.

## Последице усвајања хришћанства

### Цивилизацијске вредности
Цивилизацијски значај крштења Русије је огроман. Познати филолог В. Н. Топоров, оцењујући значај усвајања хришћанства за руску цивилизацију, пише:
„Ова два догађаја [усвајање хришћанства од стране Русије и Литваније], који су одиграли изузетну улогу у историји ових земаља и предодредили њихово место у историји током много векова, такође треба посматрати као догађаје универзалне природе... Усвајање хришћанства у Русији не само што је у хришћански свет увело у најшири и најудаљенији део јединственог простора – источну Европу, већ је тако у историјски блиској будућности отворио нови огроман свет, који је требало христијанизовати уз помоћ Руски хришћани, „радници једанаестог часа“... И каква год да је била каснија судбина хришћанства у источној Европи, његово наслеђе је и овде, можда посебно овде, постало незаобилазна компонента духовне културе.”

### Политичке импликације
Покрштавање Русије догодило се пре расцепа западне и источне цркве (1054), али у време када је већ потпуно сазрело и добило свој израз како у доктрини тако и у односу црквене и световне власти.
У византијској црквено-државној правној свести, цар (василевс) је замишљен као чувар и врховни заштитник Цркве (епистимонарх), а самим тим и јединствени самодржац (самодржац) свих православних народа. Владари других хришћанских народа (држава) добијали су од њега титуле архоната, принчева, управитеља. Тако је Владимир, пошто су га Римљани (Византинци) крстили, укључио Русију у орбиту византијске државности.
Дакле, у 12. веку велики кнез кијевски у Цариграду добија скромну дворску титулу столника. Диптих Кијевске митрополије у Цариграду заузимао је место међу овим последњима: у најстаријем од њих - 61., ау каснијем, састављеном под Андроником II Палеологом (1306-1328), - 77. место.
Митрополит Платон (Левшин) је почетком 19. века видео посебан значај у прихватању хришћанства из Цариграда (а не из Рима): „Русија је дужна да упути велику захвалност Пастиру Христу, што је није пригрлила тамом Запада, односно да није подлегла јарму Западне Римске Цркве, где је већ у ово време, по многим сујеверјама и присвајању папа себи неограничену власт, а по духу у свему световном, а не Јеванђеље, све се скоро преобразило. Господ нас је ослободио ових замки; иако је Запад настојањем Антихриста на све могуће начине покушавао да нас покори, што ће касније то бити видљивије“.

### Културолошке импликације
Усвајање хришћанства допринело је развоју архитектуре и сликарства у њеним средњовековним облицима, продору византијске културе као наследнице античке традиције. Ширење ћириличног писма и књижне традиције било је посебно важно: након крштења Русије настају први споменици древне руске писане културе.
Усвајање хришћанства као државне религије неминовно је повлачило за собом елиминацију паганских култова, који су раније уживали великокнежевско покровитељство.
Свештенство је осуђивало паганске обреде и светковине (неки од њих су дуго опстајали због тога што неки истраживачи квалификују као верски синкретизам или двојну веру). Уништени су верски објекти – идоли, храмови.
Према неким истраживачима, ослањајући се на Повест минулих лета, „побуна мудраца“ у Ростовско-Суздаљској Русији 1024. (а такође и 1071. године) била је праћена радњама и убиствима која су имала ритуални карактер. Јарослав Мудри „сурово се обрачунао са маговима, доводећи у ред у приточним областима“; 1070-их у Новгороду, чаробњака је убила свита кнеза Глеба („био је то верски и домаћи сукоб испреплетен са борбом против власти Кијева“)

## Процене у историографији

### У црквеној историографији (историја цркве)
У календару Руске Цркве никада није било и нема годишњих (утврђених литургијском повељом) помена у част догађаја из 988-989; међутим, у вези са прослављањем 1. августа Постанка светих дрвећа Животворног Крста Господњег (Првог Спаса), постоји мишљење да је „поход на изворе“ прописан Руском богослужбеном повељом. До почетка 19. века у Русији није постојала историја Руске Цркве као научне гране или академске дисциплине: прво систематско дело била је „Кратка руска црквена историја“ митрополита московског Платона (Левшина). Црквени историчар почетка 21. века В. И. Петрушко је писао: „Задивљујуће је, али грчки аутори чак и не помињу тако епохални догађај као што је крштење Русије под Светим Владимиром. Међутим, Грци су имали сопствени разлози: епархија Росија је формално отворена век раније“.
Руска црквено-историјска литература 19. - почетка 20. века обично се сматра историјом хришћанства у Русији и Руске Цркве почев од 1. века, повезујући је са деловањем апостола Андреја Првозваног. Тако је један од најауторитативнијих црквених историчара с краја 19. века Е.Е. Владимир“. Најауторитативнији руски црквени историчар, митрополит Макарије (Булгаков), прва два дела свог главног дела посвећује историји хришћанства у Русији до 988. године. За означавање онога што се догодило у Кијеву крајем 10. века коришћени су различити термини (тј. није постојала устаљена, клишеирана терминологија): „заједничко руско крштење под светим Владимиром“, „преобраћење кнеза Владимира“, „коначна организација Православне Цркве у Русији под светим Владимиром и Јарославом“. Сам кнез Владимир се обично називао „просветитељем“, како се назива и у акатисту њему састављеном крајем 19. века.
У званичном издању Московске патријаршије 1971. године писало је: „Према легенди, зраци хришћанске вере осветљавали су границе Русије већ у првим деценијама хришћанства. Ова традиција везује почетак христијанизације Русије са именом светог апостола Андреја Првозваног, који је био на Кијевским планинама <...> Године 954. крштена је кијевска кнегиња Олга. Све је то припремило највеће догађаје у историји руског народа – крштење кнеза Владимира и крштење Русије које је уследило 989. године. Назнака 989. године (а не 988.) одговарала је преовлађујућој тачки гледишта у совјетској историјској науци у то време да се догађај десио после 988. године.
Међутим, у „Православном црквеном календару“ за 1983. годину, када су почеле припреме за прославу „1000-годишњице Крштења Русије“, назначена је 988. година, а догађају је дат значај почетка процеса: „Крштење Кијева 988. године означило је почетак успостављања хришћанства широм руске земље“.
Правно званична грађанска повеља Руске православне цркве, регистрована у Министарству правде РСФСР 30. маја 1991. године (касније нису објављене), гласила је: „Руска православна црква води своје историјско постојање од крштења Русије, који се догодио 988. у Кијеву под великим кнезом Владимиром“.

### Процена у совјетској историографији
Постојало је неколико тачака гледишта о увођењу хришћанства као званичне религије у совјетску историјску науку, од негативних до генерално (са резервом) позитивних.

Тако се у књизи „Црква и идеја самодржавља у Русији“, објављеној 1930. године, о крштењу Русије каже следеће:
„Православље, донето нам из Византије, сломило је и упропастило насилни пагански дух дивљег, слободољубивог Руса, читаве векове држало народ у незнању, било гаситељ истинске просвећености у руском јавном животу, убијало поетско стваралаштво људи, заглушили у њој звуци живе песме, слободољубиви пориви за класно ослобођење. Древно руско свештенство је, пијући и зезајући се, научило народ опијању и подливању пред владајућим сталежима, а својим духовним сивухом – проповедима и обилном црквеном и књижном литературом, коначно је створило терен за потпуно поробљавање радног народа у власт кнеза, бојара и суровог кнежевског чиновника - тиуна који је вршио пресуде и репресалије над потлаченим масама.”
У „Приручнику за историју СССР-а за припремне одељења универзитета“ из 1979. године увођење хришћанства назива се „другом верском реформом“ Владимира I и даје другачију оцену:
„Усвајањем хришћанства ојачана је државна власт и територијално јединство староруске државе. Имао је велики међународни значај, који се састојао у томе што је Русија, одбацивши „примитивно“ паганство, сада постала равноправна са другим хришћанским народима <...> Усвајање хришћанства је одиграло велику улогу у развоју руске културе.”
У европској историографији

Бугарски историчар Николај Тодоров оценио је христијанизацију Руса на следећи начин:
„Византија је подстакла Русију да прихвати хришћанство. Као резултат овог чина, племена и народности источних Словена придружила су се медитеранској цивилизацији, која је позната као „византијска цивилизација“ и која се етаблирала у југоисточној Европи и на Блиском истоку као синтеза античког и хришћанског наслеђа. То је древном руском друштву омогућило приступ плодовима хиљадугодишњег развоја филозофске мисли, друштвених и природних наука итд. Русија је стварала своје институције по узору на целокупну европску заједницу од државе до епископата, тј. а од школе до суда.”

## Прославе годишњице
Прва званична прослава крштења Русије одржана је 1888. године на иницијативу главног тужиоца Светог синода Константина Победоносцева. У Кијеву су одржани јубиларни догађаји: уочи годишњице положена је Владимирска катедрала, отворен је споменик Богдану Хмељницком, обављене су свечане богослужења. У Летопису црквених догађаја епископа Арсенија (Ивашченка) помиње се отварање 15. јула те године добротворних установа за смештај старих и немоћних. Центар славља био је Кијев; присуствовао је и главни прокурист Светог синода К. П. Победоносцев.
У руској дијаспори је прослављена 950-годишњица Крштења Русије.
Процес припреме прославе 1000-годишњице крштења Русије поклопио се са „перестројком“ и политиком „гласности“ у Совјетском Савезу. Совјетска власт је показала интересовање за прославе: један од значајних догађаја био је прелазак 1983. године у посед Московске Патријаршије дела зграда некадашњег Свето-Даниловског манастира, у коме је оживео монашки живот и створен духовно-административни центар. Врхунац прославе 12. јуна 1988. године било је саслужење у Данилову манастиру бројних православних архијереја из целог света. Потом се прослава преселила у Кијев, где је последњег дана прославе десетине хиљада учесника присуствовало богослужењу у Кијевско-печерској лавра, која се одиграла први пут после скоро тридесет година. Убудуће, током целе године, догађаји посвећени незаборавном датуму одржавани су широм земље. Главни резултат прослава био је снажан подстицај оживљавању црквеног живота у СССР.
У јуну 2008. године, Архијерејски Сабор Руске православне цркве одлучио је 28. јула, на дан Светог равноапостолног кнеза Владимира, да се служба одслужи по повељи великог празника, а такође је и обр. руководству Русије, Украјине и Белорусије са предлогом да се дан Светог кнеза Владимира уврсти међу државне спомен-дане. У Украјини је сличан датум државни празник под називом „Дан крштења Кијевске Русије – Украјине“. Празник је установљен у јулу 2008. године указом председника Украјине и обележава се сваке године 28. јула - на дан сећања на светог равноапостолног кнеза Владимира. У Кијеву је од 10. јула до 19. јула 2008. године на црквеном и државном нивоу прослављена 1020. годишњица; У прослављању су учествовали васељенски патријарх Вартоломеј I и патријарх московски и целе Русије Алексије II (од 2008. године „Дан Крштења Кијевске Руси – Украјине“ је проглашен државним празником у Украјини). Годишњица је такође прослављена 23-25. октобра 2008. године у Белорусији; прославе је предводио московски патријарх Алексије II.
Прославе јубилеја које је Руска православна црква организовала 2013. године у част 1025. годишњице крштења такође су биле темпиране да се поклопе са сећањем на кнеза Владимира и одржане су у Москви, Кијеву, Минску. У Кијеву су прослави присуствовали председници Русије и Украјине Владимир Путин и Виктор Јанукович, као и лидери Молдавије и Србије Николај Тимофти и Томислав Николић.